# Korostovîci, Halîci
Korostovîci (în ucraineană Коростовичі) este localitatea de reședință a comunei Korostovîci din raionul Halîci, regiunea Ivano-Frankivsk, Ucraina.

## Demografie
Componența lingvistică a localității Korostovîci
     Ucraineană (100%)
Conform recensământului din 2001, toată populația localității Korostovîci era vorbitoare de ucraineană (100%).